# Залізовуглецеві сплави
Залізовуглеце́ві спла́ви — сплави заліза (основа) з вуглецем (від 0,1 до 4,5÷6 %). Залізо і вуглець будучи сплавленими у різних пропорціях, дають матеріал різних властивостей, від м'якого заліза до твердої сталі і білого чавуну. Розрізняють залізовуглецеві сплави чисті (із слідами домішок), що їх використовують у невеликих кількостях з дослідною метою і для виготовлення спеціальних виробів, і залізовуглецеві сплави технічні — сталі (до 2 % С) і чавуни (понад 2 %С), широко застосовувані в техніці. Технічні залізовуглецеві сплави містять, крім заліза і вуглецю, постійні домішки (марганець, кремній, сірку, фосфор, кисень, азот, водень), що потрапляють у сплави з вихідних шихтових матеріалів, і домішки (мідь, миш'як та інші), наявність яких зумовлюється особливостями виробництва.
Фазові стани залізовуглецевих сплавів при різних хімічних складах і температурах описуються діаграмами стабільної і метастабільної рівноваги. Існує 2 діаграми стану, одна з яких належить до стабільної системи залізо–графіт, інша — до метастабільної системи залізо–цементит (карбід Fe 3  C). Під час термічної обробки сталей найчастіше застосовують метастабільную діаграму залізо–карбід, яка дозволяє описувати всі перетворення в процесі нагрівання й охолодження різних за вмістом вуглецю сплавів. Для описування структури чавунів використовують як рівноважну, так і метастабільну діаграми стану.
До основних структурних складових залізовуглецевих сплавів належать: аустеніт, цементит, ледебурит, мартенсит, перліт, сорбіт, ферит, троостит і графіт.
Розвитоком наукових основ формоутворення залізовуглецевих сплавів і управління їх структурою та властивостями займається, зокрема, Інститут чорної металургії НАН України.